# Quercus howellii
Quercus howellii är en bokväxtart som beskrevs av Clarence Mitchell Tucker. Quercus howellii ingår i släktet ekar, och familjen bokväxter.
Artens utbredningsområde är Kalifornien. Inga underarter finns listade.